# HTC Radar
HTC Radar (модельний номер c110e, також відомий як HTC Omega та HTC Radar 4G (для T-Mobile))  — смартфон, розроблений компанією HTC Corporation, анонсований 1 вересня 2011 року. Працює під управлінням операційної системи Windows Phone 7.5 Mango.

## Огляд приладу
- Огляд HTC Radar — черговий смартфон на базі Windows Phone 7[недоступне посилання з червня 2019] (укр.)
- Огляд HTC Radar [Архівовано 21 серпня 2017 у Wayback Machine.] на TechRadar (англ.)

## Відео
- HTC Radar — перший погляд [Архівовано 23 вересня 2012 у Wayback Machine.] від HTC (англ.)
- Огляд HTC Radar [Архівовано 10 жовтня 2014 у Wayback Machine.] від PhoneArena (англ.)
- HTC Radar — відеоогляд [Архівовано 23 грудня 2018 у Wayback Machine.] від Video-shoper.ru (рос.)
- Огляд HTC Radar [Архівовано 11 березня 2012 у Wayback Machine.] від MobileReviewcom (рос.)